# Croix de Kermarquer
La croix de Kermarquer  est une croix de carrefour située au lieu-dit « Kermarquer », dans la commune française de Ploemel, dans le Morbihan

## Historique
La croix fait l’objet d’une inscription au titre des monuments historiques depuis le 20 mars 1934.

## Architecture
La croix de Kermarquer est en granit. 
Elle comporte un perron de quatre degrés, un soubassement en maçonnerie, un socle polygonal, un fût en deux éléments et la traverse avec le Christ et au dos une Pietà.